# DJK Landsberg
Die DJK Heimerer Schulen Basket Landsberg ist ein Basketball-Verein aus Landsberg am Lech in Oberbayern.

## Geschichte
Die DJK konnte bereits kurz nach seiner Gründung in den 1950er Jahren Erfolge im männlichen Jugendbereich feiern. Hier gelang der Aufstieg in die damals höchste Liga.
In den 1970er Jahren gewann der Verein bei den Juniorinnen die deutsche Meisterschaft. Diese Mannschaft konnte zusammengehalten werden, sodass die Damenmannschaft im Jahr 1977 in der zweithöchsten Spielklasse spielte. Auch die Herrenmannschaft stieg in dieser Zeit in die 2. Liga auf.
Beide Mannschaften wurden jedoch nicht ausreichend mit Nachwuchs versorgt, sodass diese Spielklassen nicht gehalten werden konnten. So spielte die Herrenmannschaft im Jahr 1999 in der niedrigsten Spielklasse. Man erreichte aber bis zur Saison 2003/04 den beinahe direkten Aufstieg in die dritte Liga, die Regionalliga Süd-Ost. In dieser Liga, welche durch Umstrukturierung inzwischen nur noch die vierthöchste Liga ist, spielt man bis heute mit Aufstiegsambitionen. Zuletzt konnte mit dem ehemaligen Weltmeister (1974) Alexander Karchenkov ein renommierter Trainer verpflichtet werden. Zur Saison 2010/2011 zog sich die DJK aus der Regionalliga Südost in die 2. Regionalliga zurück, um den eigenen Talenten mehr Spielzeit gewähren zu können. Neuer Trainer ist der ehemalige Bundesligaspieler in Bamberg Roman Gese.
Die Damenmannschaft spielt heute in der vierthöchsten Liga, der Oberliga Süd. Die Jugendmannschaften spielen heute in den unteren Ligen und konnten sich zuletzt gelegentlich für Bayerische Meisterschaften qualifizieren.